# Saraktschāl
Der Saraktschāl, auch Sarakchal (persisch سرکچال), ist ein Gipfel im zentralen Teil des Elburs-Gebirges in Iran.
Er befindet sich etwa 24 km nördlich von Teheran. Das Wetter in Saraktschāl ist im Sommer klar, im Frühjahr ziehen oft Gewitter auf und im Winter besteht erhöhte Lawinengefahr. Der nächstgelegene größere Ort ist der Wintersportort Schemschak im Norden von Saraktschāl.
Der Saraktschāl gilt als höchster Gipfel, der von Teheran aus ohne Übernachtung bestiegen werden kann.